# Phelsuma robertmertensi
Phelsuma robertmertensi es una especie de gecos de la familia Gekkonidae.
Es endémico de Mayotte.
Se encuentra amenazada por la pérdida de su hábitat natural.